# Meiji-jingū
Meiji-jingū (jap. 明治神宮) – chram shintō w tokijskiej dzielnicy Shibuya, poświęcony deifikowanym duchom cesarza Meiji (1852–1912) i jego żony, cesarzowej Shōken (1850–1914).  

## Historia
Po śmierci cesarza w 1912 roku parlament japoński – przy silnym poparciu społeczeństwa – przyjął uchwałę o zbudowaniu chramu shintō, upamiętniającego jego rolę w modernizacji Japonii (restauracja Meiji). Wybrano teren, który obecnie przylega do parku Yoyogi i dzielnicy Harajuku.
Budowę chramu rozpoczęto w 1915 roku w tradycyjnym stylu nagare-zukuri (obecnie najbardziej rozpowszechniony) przy użyciu głównie japońskiego cyprysu i miedzi. Budowa świątyni była projektem narodowym, z udziałem ochotników młodzieżowych i stowarzyszeń obywatelskich z całego kraju. Przekazano w darowiźnie 100 tys. drzew z całej Japonii, co stworzyło kompleks leśny w centrum miasta.
Meiji-jingū został oficjalnie poświęcony w 1920 roku (w roku 2020 obchodzona była setna rocznica założenia).
Większość kompleksu została spalona w czasie nalotów podczas II wojny światowej w 1945, ale las przetrwał. Dzięki pomocy społeczeństwa chram przywrócono do jego pierwotnej świetności w 1958 roku.

## Opis chramu
Odwiedzanie chramu jest nie tylko „obowiązkowym” punktem w programie wizyt licznych turystów zagranicznych, ale często także oficjalnych delegacji zagranicznych przybywających do Tokio.
Dla Japończyków jest popularnym sanktuarium zawierania ślubów, składania pierwszych, noworocznych wizyt hatsumōde, święta dzieci Shichi-go-san, czy obchodzenia ceremonii osiągnięcia dorosłości seijin-shiki w Dniu Dorosłych (Seijin no Hi), w drugi poniedziałek stycznia. Dwa razy w roku, 30 czerwca i 31 grudnia, odbywa się ceremonia Wielkiego Oczyszczenia (Ōharae) z grzechów i błędów w minionym półroczu.
Na terenie chramu znajduje się otwarte w 2019 roku Meiji Jingu Museum, które prezentuje pamiątki po parze cesarskiej na powierzchni 3200 m², na dwóch piętrach.
Święty las otaczający główne budynki chramu ma naturalny wygląd, ale w rzeczywistości został dokładnie zaprojektowany pod kierunkiem dr. Seiroku Hondy (1866–1952) i posadzony przez 110 000 ochotników. Na 70 ha rosną 234 różne odmiany drzew, podarowane z całej Japonii. Każde drzewo zostało wybrane na podstawie tego, jak będzie wyglądać po 100 lub 200 latach, przy jednoczesnym zapewnieniu naturalnego wyglądu lasu, gdy został zasadzony w 1920 roku. Ponieważ las jest uważany za święty, od czasu jego powstania nie było interwencji człowieka, nic nie jest dodawane ani odbierane. Kiedy drzewa przewracają się, zostają pozostawione takimi, jakimi są. Mieszka w nim wiele rzadkich gatunków ptaków i owadów.

## Galeria

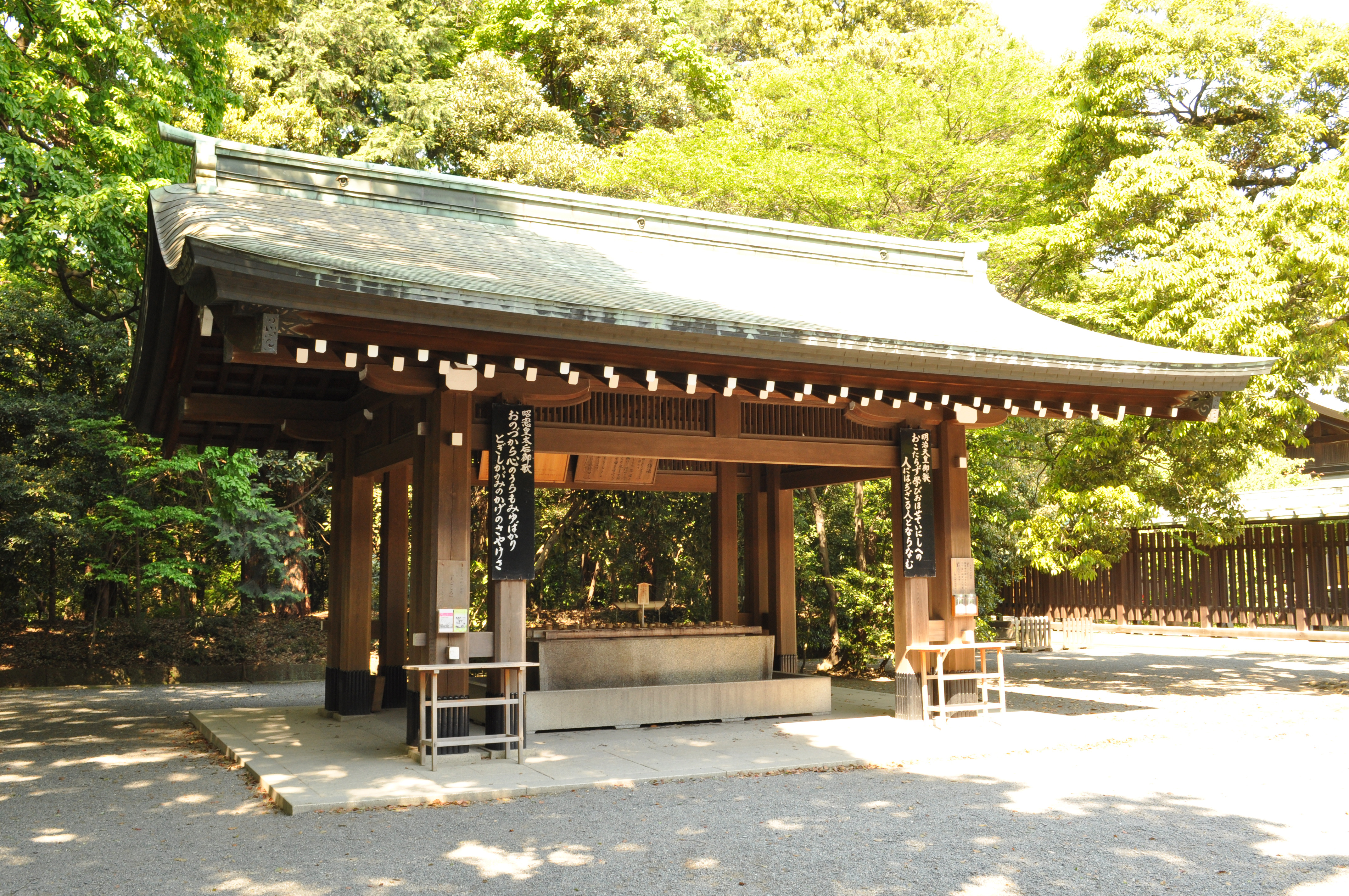
Temizu-ya (lub chōzuya) pawilon służący oczyszczeniu wodą
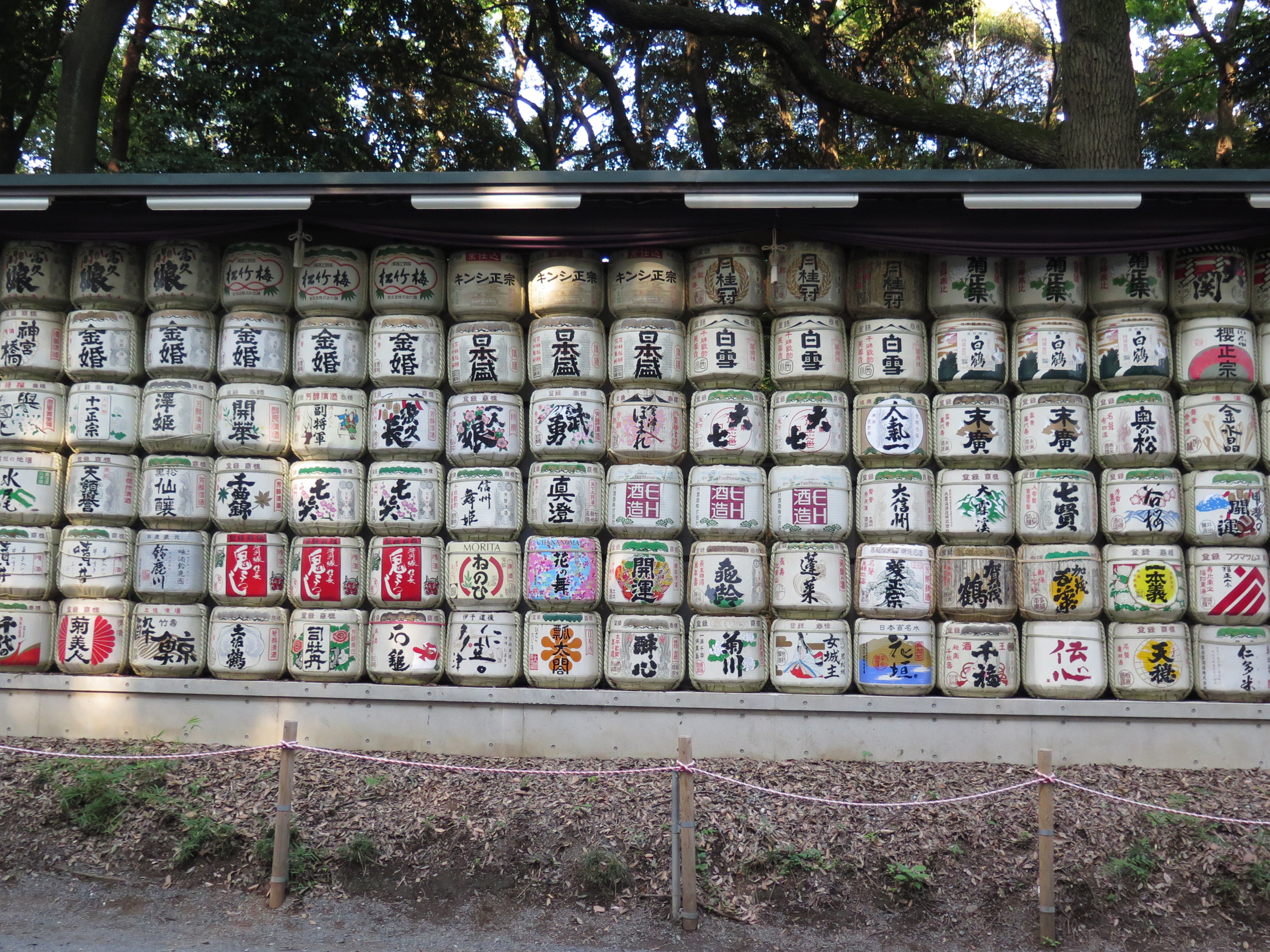
Beczki sake (nihon-shu) ofiarowane chramowi[c]
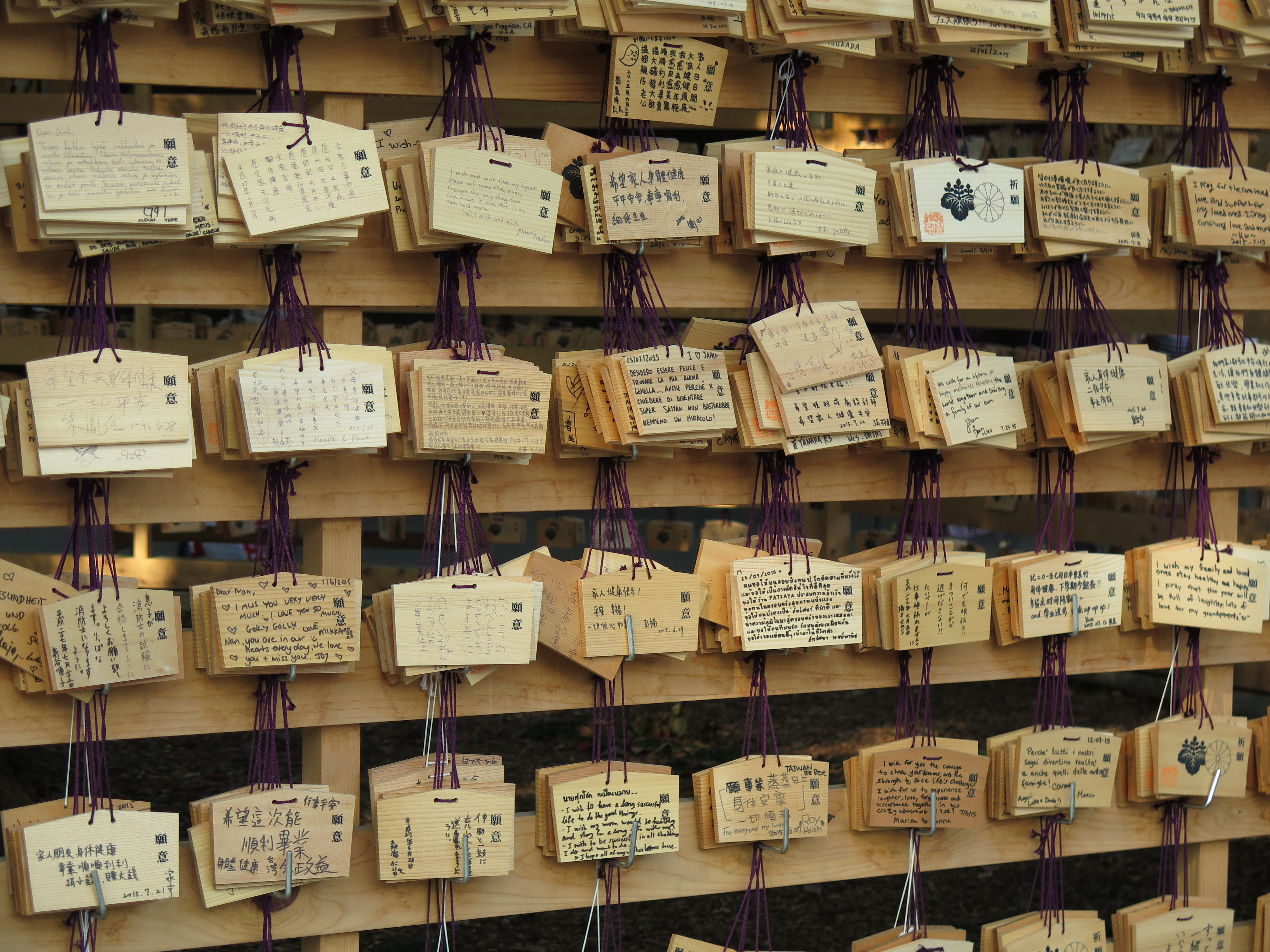
Ema, tabliczki wotywne
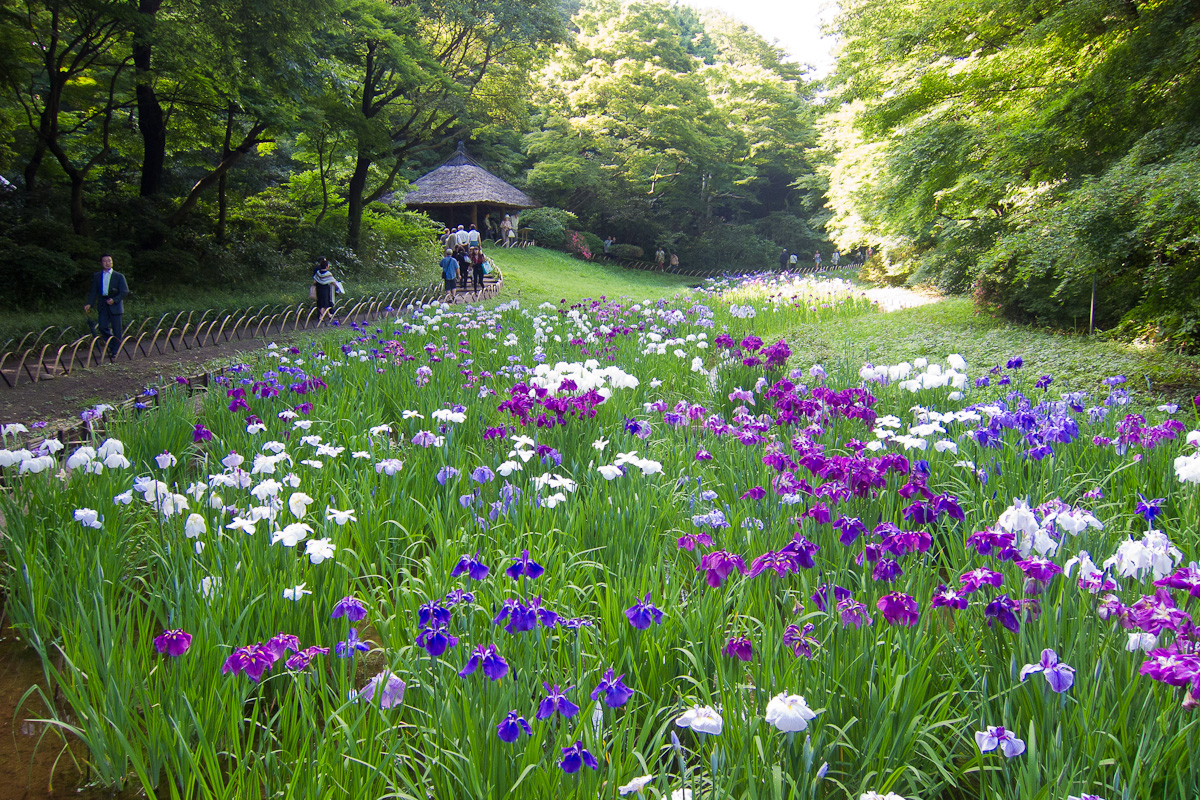
Ogród irysów
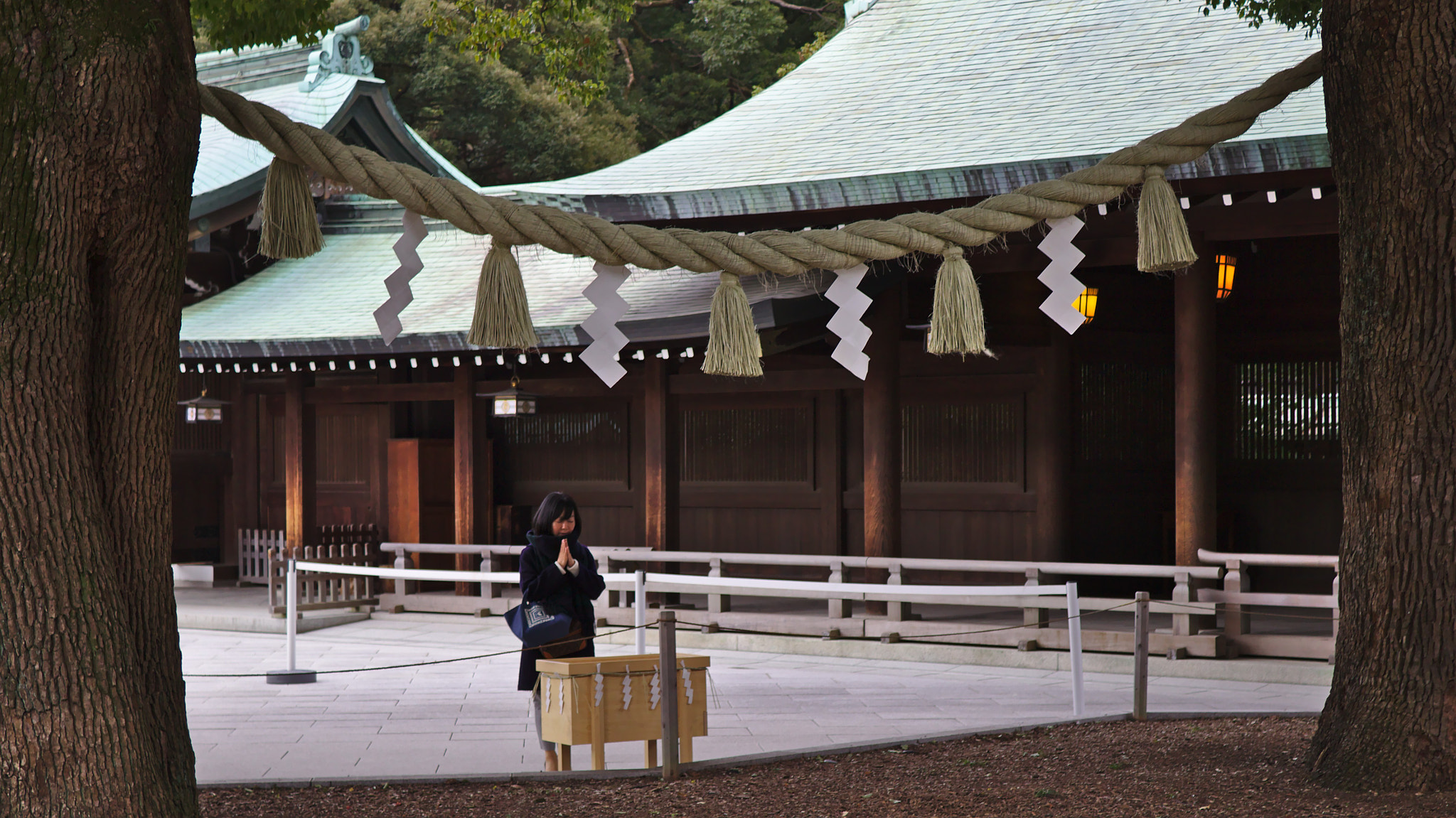
Modlitwa
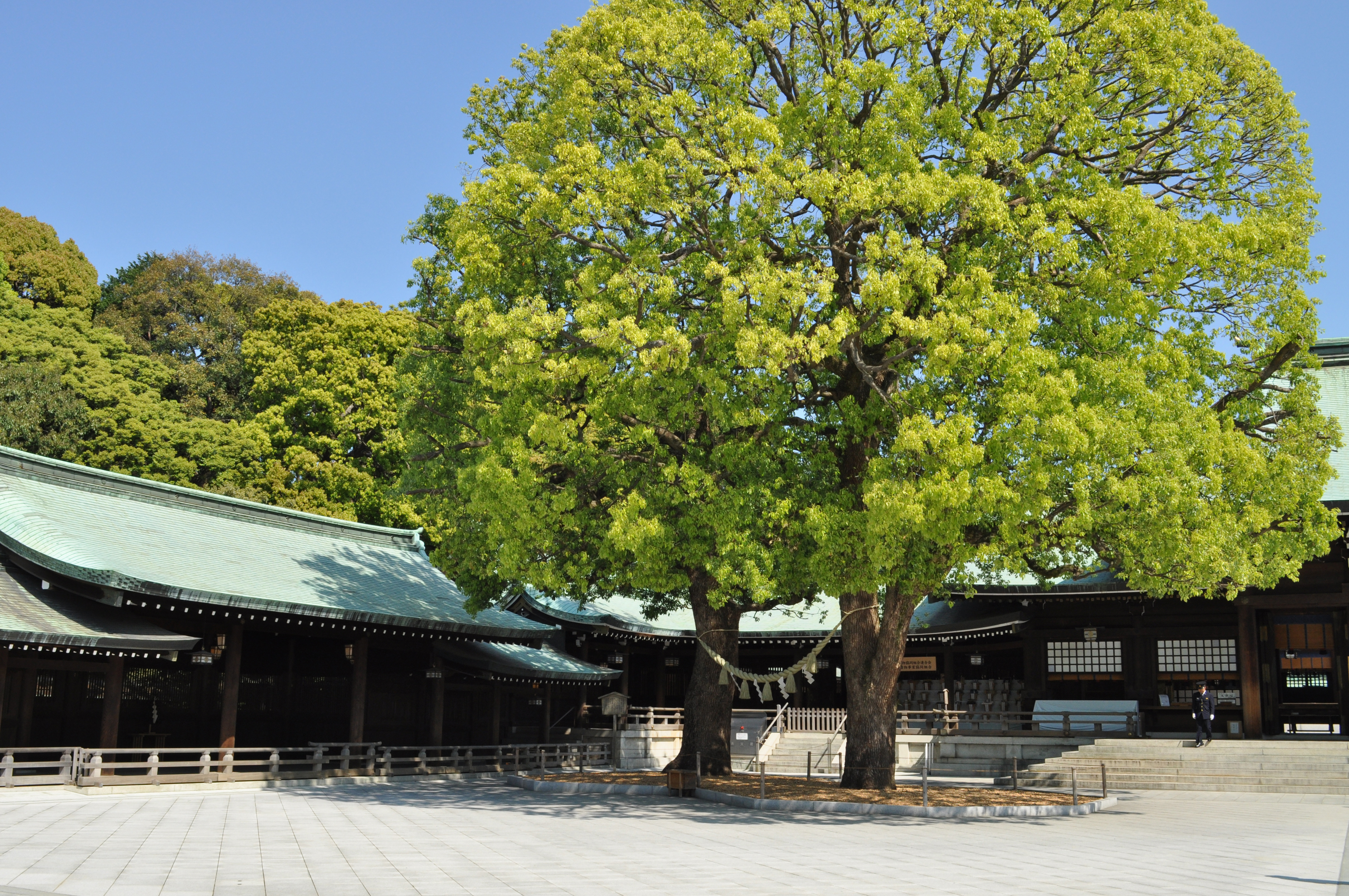
Meoto-kusu, „Drzewa Mąż i Żona”[d]
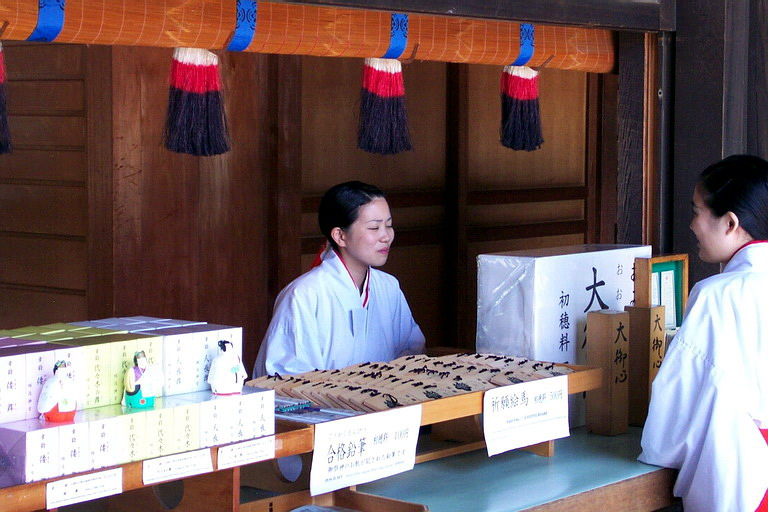
Miko w stoisku sprzedaży wróżb i pamiątek
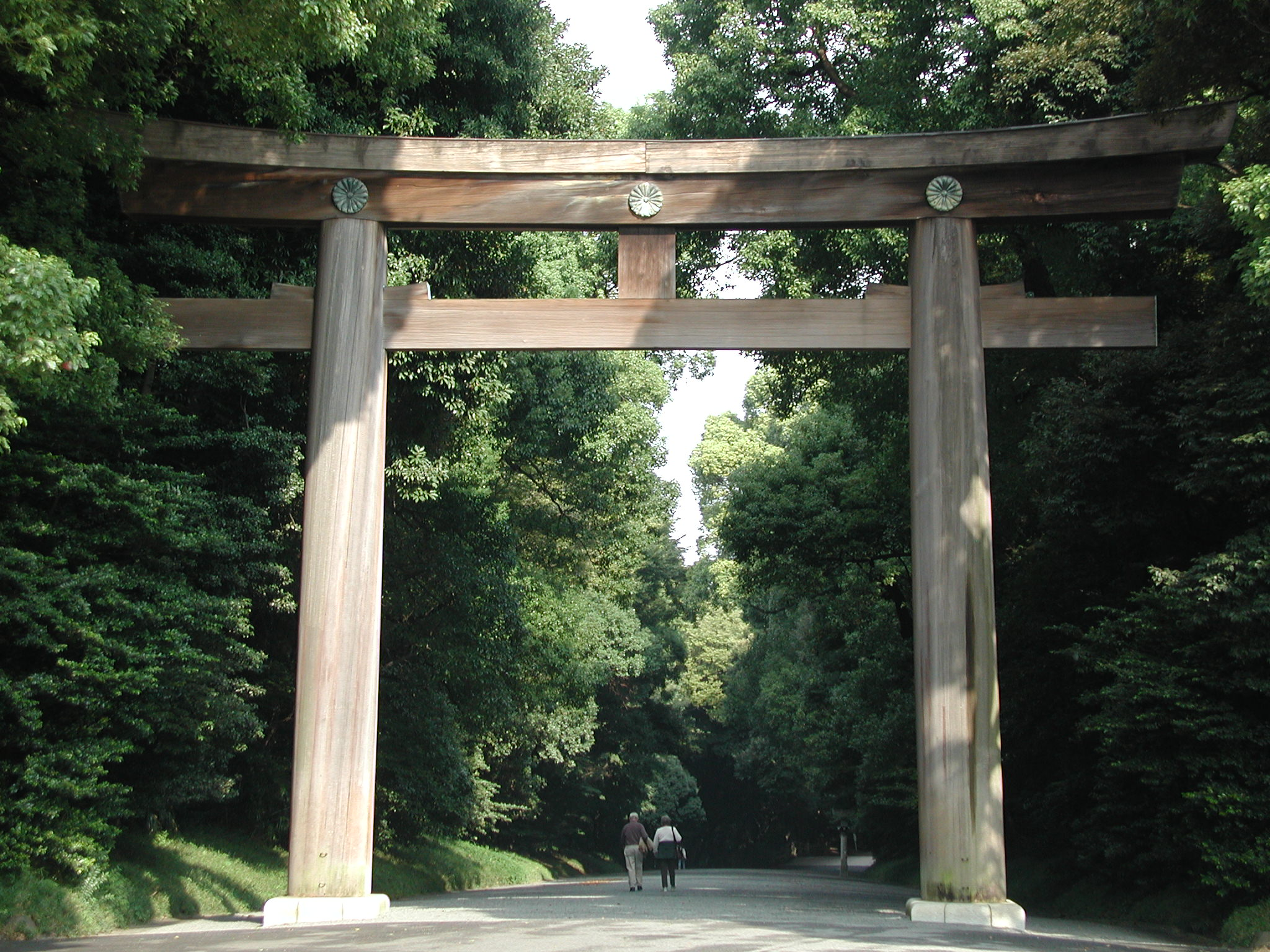
Meiji-jingū torii
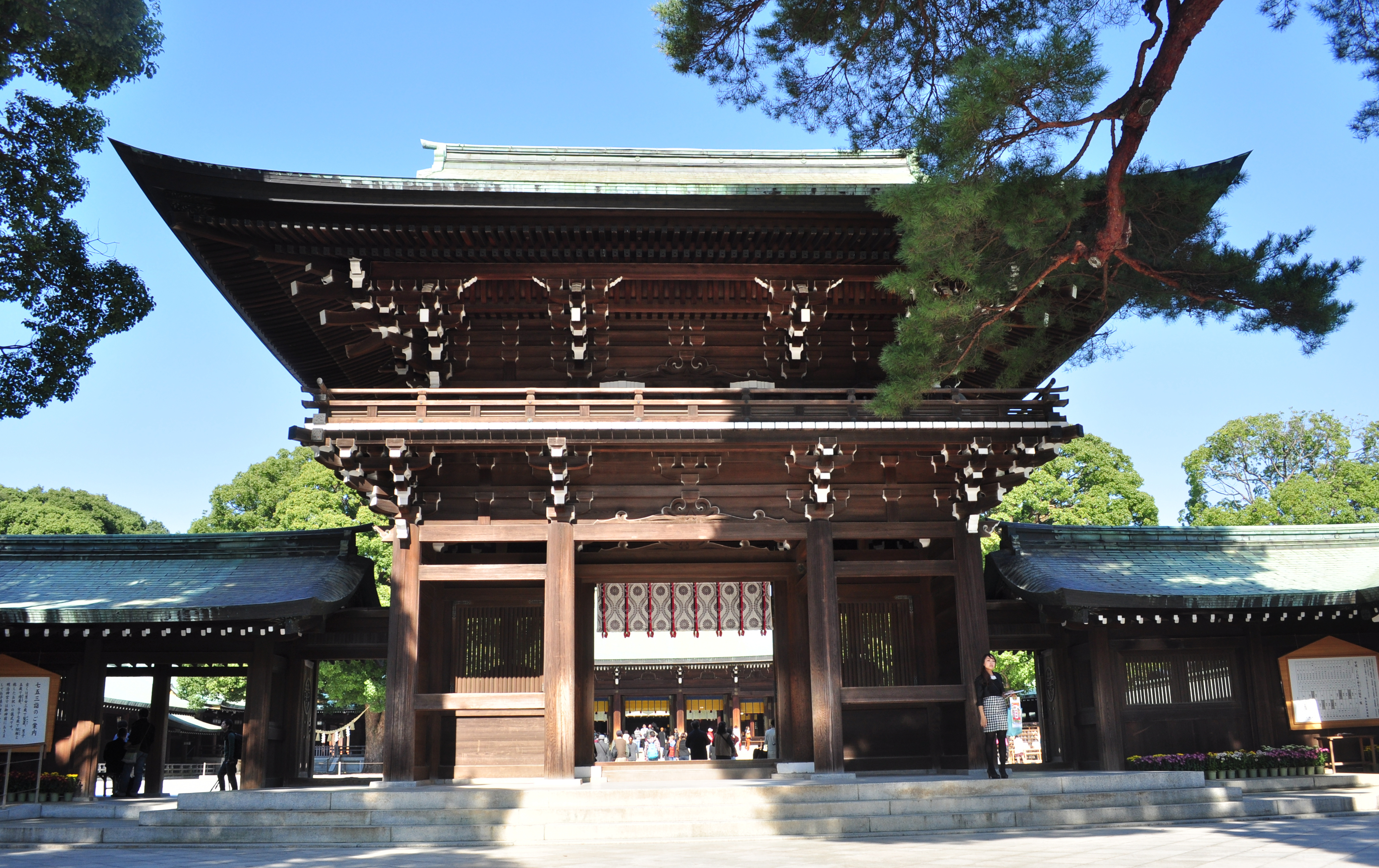
Główna brama